# Манжула Степан Федорович
Степан Федорович Манжула (1885, станиця Дінська, Кубанська область, Російська імперія — † після 1945) — український політичний та громадський діяч Кубані, член Кубанської Ради Кубанської народної республіки.

## Життєпис
Народився в станиці Дінська (нині станиця Краснодарського краю, РФ) в сім'ї станичного отамана, українець. 
Закінчив Кубанську військову гімназію, вчився на агрономічному факультеті Київського політехнічного інституту. 
1917–20 член Кубанської законодавчої ради та Кубанської крайової ради. Активний учасник проголошення незалежності Кубанської Народної Республіки та прийняття її конституції. У липні 1918 входив до складу кубанської повноважної делегації до Української Держави, яка під час переговорів із гетьманом П.Скоропадським уклала договір про об'єднання України та Кубані на федеративних засадах. 
Рішуче виступав проти укладення союзу Кубанської Народної Республіки з Добровольчою армією генерал-лейтенанта А.Денікіна. 
На початку 1919 року член делегації на Паризькій мирній конференції. В Парижі делегація зустрілася з делегацією кавказьких гірських народів і уклала з нею союзницьку угоду про спільну боротьбу проти більшовиків. Розцінивши цю угоду як сепаратистську стосовно Росії, Денікін наказав віддати до суду членів делегації, що повернулися на Кубань. Манжулу разом із іншими делегатами депортовано до Стамбулу. 
Був прихильником об'єднання Кубані з Україною і непримиренним противником союзу з Росією. Так, він гнівно вилаяв голову уряду Луку Бича, коли той у своїй промові назвав Україну сестрою, а не матір'ю Кубані. В полеміці з представниками Добрармії Манжула закидав їм, що вони представляють державу без території. Коли ж ті заперечили, що мають за територію Чорноморську губернію (відокремлена в 1896 р. царським урядом від Кубанської області вузька смуга чорноморського узбережжя з містом Новоросійськом), Манжула зіронізував: «Так, відвойовану кубанськими козаками», — чим позбавив опонентів аргументації.
Від 1920 на еміграції в Чехословаччині, де активно співпрацював з громадськими організаціями кубанських українців, брав участь у виданні часопису "Кубанський край", працював агрономом у Закарпатській Україні (Берегівщина), де сприяв економічному піднесенню українських сіл. 
За повідомленням онучки С. Манжули, професора Торонтського університету Ольги Андрієвської, його 1945 р. у Празі арештувала совєтська контррозвідка, і він безслідно зник у московських катівнях.